# جامعة أوكلاهوما سيتي
جامعة أوكلاهوما سيتي (بالإنجليزية: Oklahoma City University)‏ (اختصارًا:  OCU) هي جامعة خاصة تابعة تاريخياً للكنيسة الميثودية المتحدة وتقع في أوكلاهوما سيتي، أوكلاهوما الولايات المتحدة الامريكية.
تقدم الجامعة درجات البكالوريوس الجامعية ودرجات الماجستير والدكتوراه، وهي منظمة في ثماني كليات ومدارس ومدرسة ميثودية واحدة. يمكن للطلاب التخصص في أكثر من 70 تخصصًا جامعيًا، و20 درجة دراسات عليا، بما في ذلك دكتوراه، ماجستير في إدارة الأعمال، ودكتوراه في التمريض، وبرنامج دراسات البالغين للكبار العاملين للحصول على درجة بكالوريوس العلوم أو بكالوريوس الآداب . تضم الجامعة ما يقرب من 3000 طالب، بما في ذلك 1200 طالب دراسات عليا. المدرسة الرسمية والألوان الرياضية هي الأزرق والأبيض.

## التاريخ

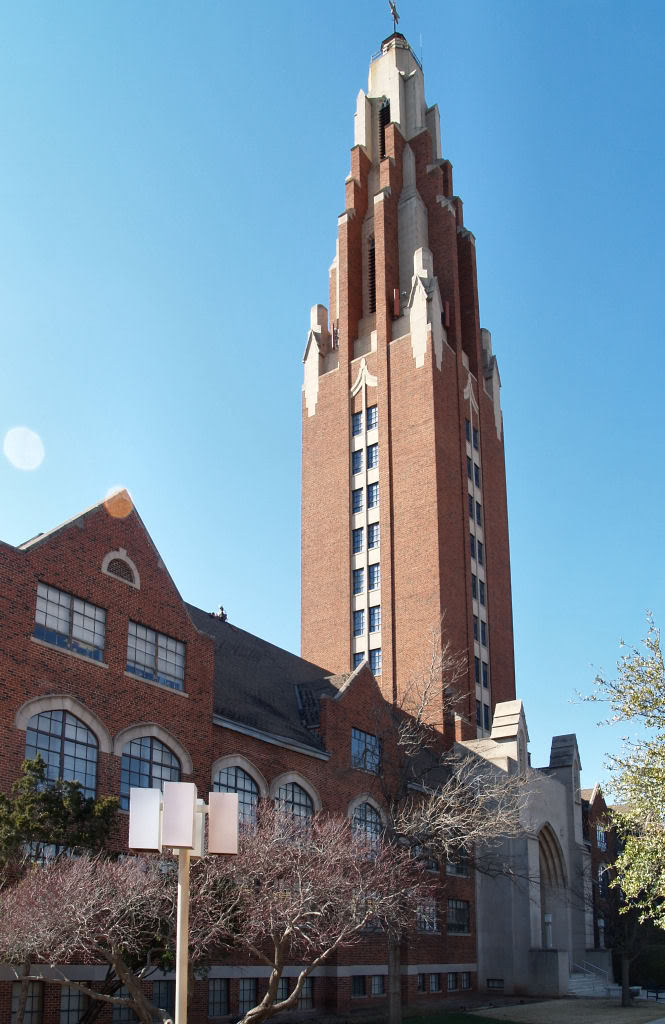
مبنى جولد ستار التذكاري (مكتبة القانون) ، أحد معالم أوكلاهوما

### التاريخ المبكر

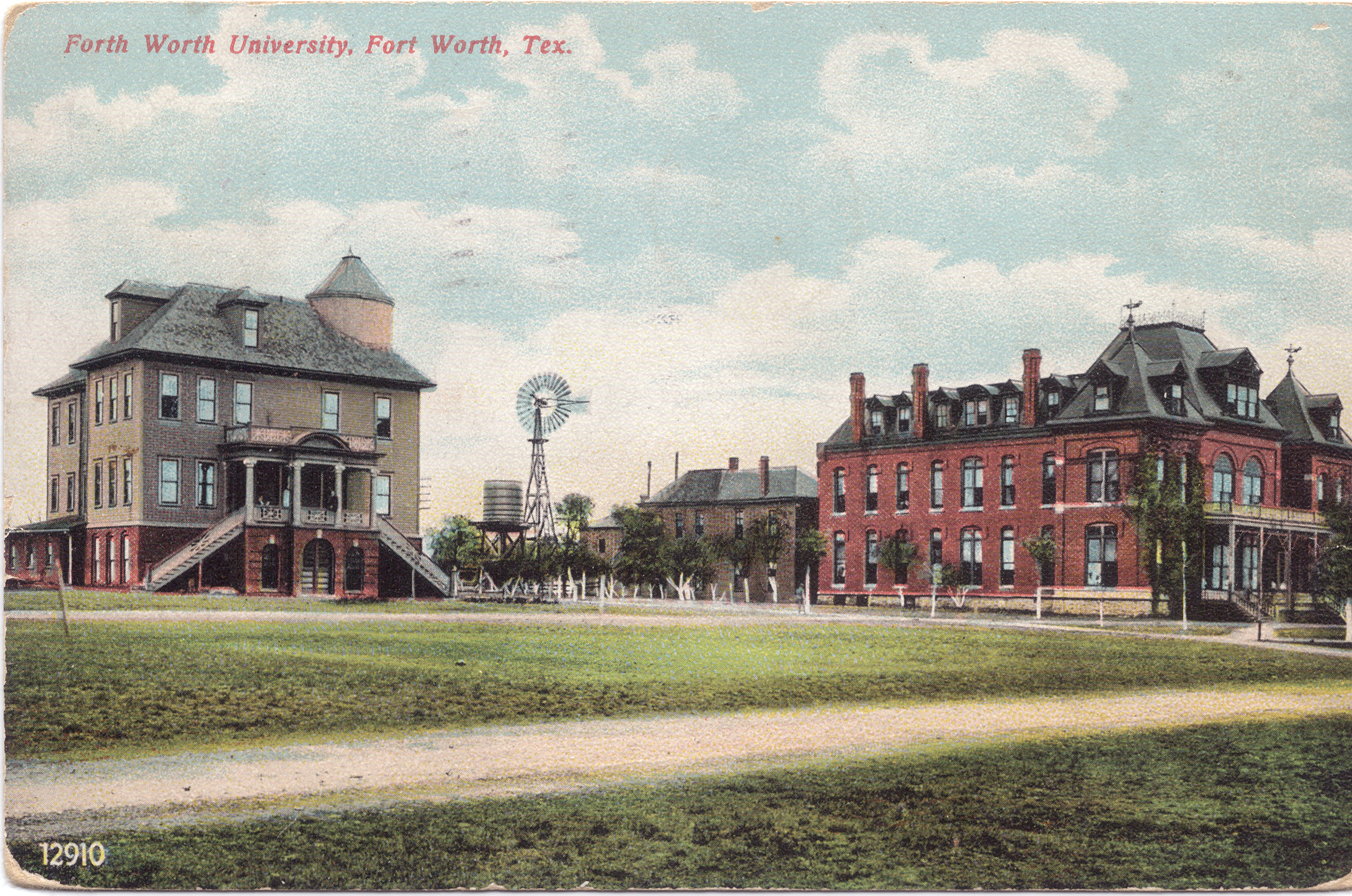
بطاقة بريدية من جامعة فورت وورث، 1908

بدأت جامعة أوكلاهوما سيتي باسم جامعة إبوورث من قبل المطور المحلي أنتون كلاسين في أوائل القرن العشرين. كان كلاسِن يتطلع لبدء جامعة ميثودية بالتزامن مع مشاريع تنموية أخرى كان يعمل عليها. بدأ بناء المدرسة في عام 1902 وافتتحت عام 1904 مع 100 طالب. شارك أنطون كلاسين بشكل كبير في تطوير مدينة أوكلاهوما المبكرة وقدم فكرة الجامعة الميثودية في أوكلاهوما وساعد في إطلاق أفكار الكنيسة الميثودية لتأسيس جامعة ميثودية في أوكلاهوما. بدأ البناء في عام 1902 وبدأت الفصول الدراسية في عام 1904 مع زيادة الالتحاق بما يقرب من 100 طالب خلال تلك السنة الأولى.
أغلقت إبوورث أبوابها في عام 1911 بعد أن واجهت المدرسة صعوبات مالية. في الوقت نفسه، شكلت الكنيسة جامعة ميثوديست في أوكلاهوما في جوثري، أوكلاهوما، والتي استوعبت أيضًا كلية ميثودية في تكساس، جامعة فورت وورث. بعد بضع سنوات، وضع أمناء المدرسة خطة لإغلاق المدرسة في جوثري والانتقال إلى أوكلاهوما سيتي. افتتحت المدرسة في أوكلاهوما سيتي باسم كلية أوكلاهوما سيتي في عام 1919 بتمويل من التجمعات الميثودية. بعد افتتاح الكلية شهدت نموًا سريعًا وغيرت اسمها إلى جامعة أوكلاهوما سيتي في عام 1924. على الرغم من نجاح ونمو الجامعة في عشرينيات القرن الماضي، إلا أن جامعة أوكلاهوما سيتي سقطت مرة أخرى في أوقات عصيبة خلال فترة الكساد الكبير.

### حقبة ما بعد الحرب
أصبح الدكتور كلستر سميث رئيسًا لجامعة أوكلاهوما سيتي بعد الكساد الكبير. في الوقت نفسه، دخلت الولايات المتحدة الحرب العالمية الثانية وخلقت تحديات جديدة للجامعة، لا سيما ديون الجامعة المتزايدة والحاجة إلى مرافق جديدة.  خلقت الحرب انخفاضًا في عدد الطلاب، خاصة في الذكور الذين تركوا المدرسة للالتحاق بالجيش. بحلول عام 1942، كان الجسم الطلابي 75 في المائة من الإناث. أدى ذلك إلى نقص في اللاعبين والأموال مما تسبب في إنهاء العديد من البرامج الرياضية، مثل فريق كرة القدم. بعد الحرب، زاد الالتحاق بشكل كبير وبدأت الجامعة فترة من التطور السريع خلال ما تبقى من الأربعينيات. في الخمسينيات من القرن الماضي، تلقت جامعة أوكلاهوما سيتي اعتمادًا من الرابطة الشمالية المركزية للكليات والمدارس الثانوية. ثم تولت الجامعة السيطرة على كلية الحقوق بمدينة أوكلاهوما وبدأت شراكة مع معهد ماساتشوستس للتكنولوجيا لرفع مستوى الأكاديميين وجودة التعليم.  تم تكريس كنيسة الأسقف دبليو أنجي سميث عام 1968 كجزء من خطة لتوسيع الحياة الروحية لجامعة أوكلاهوما سيتي.
في منتصف السبعينيات، بعد ما يقرب من 25 عامًا من النمو المطرد، وقعت الجامعة مرة أخرى في أوقات عصيبة. في عام 1976، ناقش المطران الميثودي المتحد بول ميلهاوس قضايا المدرسة في المؤتمر السنوي للكنائس الميثودية المتحدة في أوكلاهوما في تولسا.  بعد مطالبة الناس بتوجيه صلواتهم وتعهداتهم للجامعة، بحلول عام 1980، جمعت الكنيسة الميثودية أكثر من 3 ملايين دولار.  أصبح جيرالد ووكر، خريج جامعة أوكلاهوما سيتي، رئيسًا في عام 1979 واستمر في نمو الجامعة الناجم عن الدعم المالي من الكنيسة. خلال فترة عمله كرئيس ، تم تحسين المرافق، وبدأت برامج أكاديمية جديدة وزاد التسجيل مرة أخرى. في عام 1981 تم الإعلان عن خروج الجامعة من الديون وتحولت إلى فائض لأول مرة منذ عام 1975.  أضافت الجامعة كلية الدين وبرنامج التمريض خلال الثمانينيات.

### التاريخ الحديث
في التسعينيات قامت الجامعة بترقية وتجديد مرافق الحرم الجامعي. أصبح ستيفن جينينغز رئيسًا في عام 1998 وبدأ التركيز على الاحتفال بالذكرى المئوية للجامعة ووضع الجامعة في المستقبل. تحت جينينغز، تم تغيير الاسم الرياضي من الرؤساء إلى النجوم وتوسعت الجامعة في الحياة الطلابية، بما في ذلك سلسلة المتحدثين المتميزين.  أصبح توم مكدانيل رئيسًا في عام 2001 وقام بتغيير مظهر حرم جامعة أوكلاهوما سيتي بشكل جذري من تدفق التبرعات. تضمنت الإضافات الجديدة إلى الحرم الجامعي مركز ان ليسي  للزوار والقبول، ومركز نورسك للفنون، ومركز إديث كيني جايلورد، ومدرسة واندا إل باس للموسيقى، ومدرسة مايندرز للأعمال، وقاعة إقامة جديدة.  أصبح روبرت هارلان هنري، كبير قضاة محكمة الاستئناف الأمريكية للدائرة العاشرة، الرئيس السابع عشر للجامعة في يوليو 2010، خلفًا لتوم مكدانيل. خلال فترة هنري، نقلت الجامعة كلية الحقوق بجامعة أوكلاهوما إلى موقع تاريخي في وسط مدينة أوكلاهوما، وجددت العديد من المرافق الأكاديمية، وأطلقت برنامج مساعد طبيب.

### التسمية التاريخية

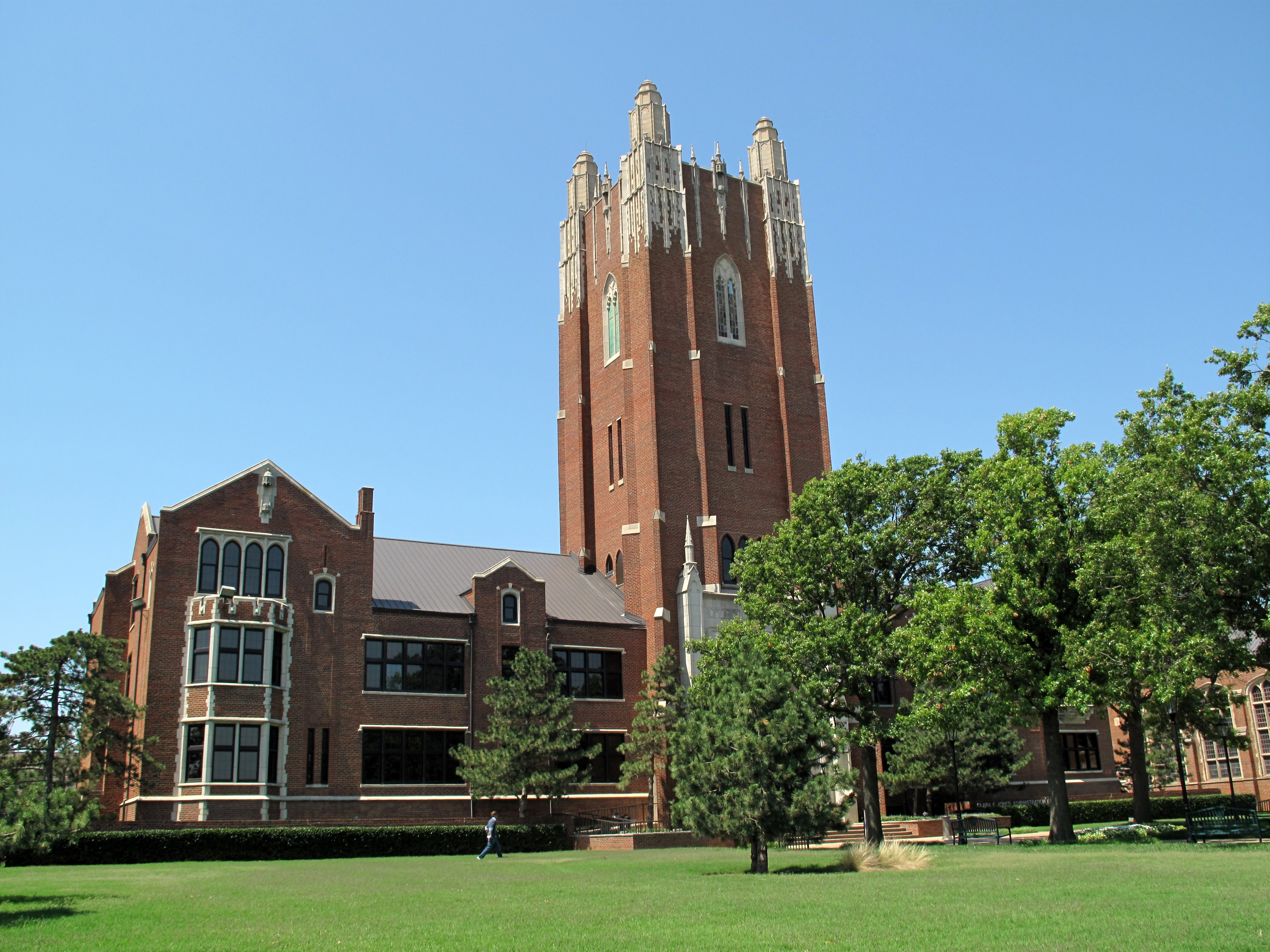
المبنى الاداري ضمن الحي التاريخي

## حرم الجامعة
104 أكر (0.42 كـم2)   يقع الحرم الجامعي في منطقة أبتاون بوسط أوكلاهوما سيتي شمال وسط المدينة وعلى الفور غرب منطقة آسيا، على بعد بضعة أميال فقط غرب مبنى أوكلاهوما ستيت كابيتول في شمال غرب شارع 23. وتشمل المناطق البارزة الأخرى بالقرب من منطقة بلازا، و منطقة الفنون باسيو، وحي  مجتمع الميم.
تشمل مباني الحرم الجامعي البارزة مبنى جولد ستار ميموريال (مكتبة القانون)، ومبنى إدارة كلارا جونز والأسقف دبليو انجي سميث تشابل، ومركز ساركيس للعلوم والرياضيات، ومركز إديث كيني غايلورد (الذي يضم مدرسة آن لاسي للرقص الأمريكي والترفيه)، كيركباتريك مبنى الفنون الجميلة، مكتبة دولاني براون، مركز جامعة مكدانيل، مدرسة مايندرز للأعمال ومركز هنري ك.فريد للعافية والأنشطة. 38 مليون دولار على أحدث طراز 113,000 قدم مربع (10,500 م2) افتتح مركز واندا لباس للموسيقى في أبريل 2006. افتتحت OCU 52,000 قدم مربع (4,800 م2)إضافة إلى مدرسة كرامر للتمريض في يناير 2011. اشترت الجامعة مبنى المدرسة الثانوية المركزية التاريخي في وسط مدينة أوكلاهوما سيتي في عام 2012 حيث تقع كلية الحقوق الآن.
تم بناء كير ماكجي سينتينيال بلازا في الركن الجنوبي الشرقي من الحرم الجامعي في عام 2004 للاحتفال بالذكرى المئوية لتأسيس جامعة أوكلاهوما سيتي. تتميز الساحة بتماثيل برونزية تكريما للفائزين الثلاثة في مسابقة ملكة جمال أمريكا. في العقد الأول من القرن الحادي والعشرين، أكملت جامعة أوكلاهوما سيتي أكثر من 100 مليون دولار في بناء الحرم الجامعي الجديد.

### الإسكان
تشمل خيارات السكن في حرم جامعة أوكلاهوما سيتي المهاجع والنظام اليوناني للرجال والشقق داخل الحرم الجامعي.
أوكلاهوما يونايتد ميثوديست هول (سينتينيال هول سابقًا) هي منشأة مختلطة للطلاب الجدد وطلاب الطبقة العليا، وتتضمن مبنى لوقوف السيارات تحت الأرض. توفر قاعة الحظر سكنًا مختلطًا للطلاب الجدد والطلاب المتفوقين من الطبقة العليا. تقدم  قاعة ووكر، المبنى السكني الشاهق الوحيد في جامعة أوكلاهوما سيتي والمكون من سبعة طوابق، سكنًا مختلطًا للطلاب الجدد. قاعة درابر عبارة عن سكن مشترك للطالبات من الطبقة العليا والطلاب الجدد، ويضم غرفًا على طراز الأجنحة.
يوجد مجمع سكني واحد في الحرم الجامعي متاح لطلاب الطبقة العليا فقط. تقدم محكمة كوكسبري المعيشة من نوع القاعة السكنية في وحدات سكنية منفصلة.
بالإضافة إلى المساكن داخل الحرم الجامعي، هناك مجموعة واسعة من الخيارات خارج الحرم الجامعي في مكان قريب تتراوح من المنازل الداخلية والشقق في منطقة آسيا، وحي جاتوود، والشارع 39، إلى المجمعات السكنية وأكواخ الإيجار في أبتاون ومنطقة بلازا. يعيش عدد من الطلاب في منزلين للأخوة يقعان خارج الحرم الجامعي.

### سلامة الحرم الجامعي
تحافظ جامعة أوكلاهوما سيتي على قوة شرطة بدوام كامل في الحرم الجامعي لضمان حرم جامعي آمن. بالإضافة إلى الواجبات والدوريات العادية ، تتوفر OCUPD لمرافقة أي طالب بعد حلول الظلام. بالإضافة إلى ذلك، تنتشر محطات اتصالات الطوارئ بشكل استراتيجي في جميع أنحاء الحرم الجامعي مما يوفر وصولاً فوريًا إلى أمن الحرم الجامعي.

## أكاديميون
تم تصنيف الجامعة على أنها كلية ماجستير وجامعة من قبل تصنيف كارنيجي لمؤسسات التعليم العالي. جامعة أوكلاهوما سيتي هي مؤسسة أوكلاهوما الوحيدة المدرجة في المستوى الأعلى من فئة جامعة مستوى الماجستير من قبل مجلة يو إس نيوز آند وورد ريبورت مجلة «أفضل كليات أمريكا». تم تصنيفها حاليًا في المرتبة 23 بين جامعات الماجستير في المنطقة الغربية.
تم اعتماد جامعة أوكلاهوما سيتي من قبل لجنة التعليم العالي. بالإضافة إلى أن برنامج التمريض معتمد من قبل لجنة اعتماد الرابطة الوطنية للتمريض، وبرنامج الموسيقى معتمد من قبل الرابطة الوطنية لمدارس الموسيقى، وبرنامج مونتيسوري التعليمي المعتمد من قبل مجلس اعتماد مونتيسوري لتعليم المعلمين، وكلية الحقوق معتمدة من قبل نقابة المحامين الأمريكية.

### الكليات والمدارس حسب الحجم
- كلية بيتري للفنون والعلوم
- مدرسة مايندرز للأعمال
- كلية حقوق
- مدرسة كرامر للتمريض
- مدرسة واندا لباس للموسيقى
- مدرسة المسرح
- مدرسة آن لاسي للرقص الأمريكي والترفيه
- مدرسة ويمبرلي للدين

### مدرسة
- تقدم مدرسة سانت بول اللاهوتية، ومقرها كانساس سيتي، ميزوري، دورات في حرم جامعة أوكلاهوما سيتي.

### برامج الشهادة
تقدم جامعة أوكلاهوما سيتي أكثر من 70 تخصصًا جامعيًا؛ 20 درجة جامعية منها ماجستير في إدارة الأعمال، ودكتوراة في القانون، واثنتان دكتوراه. برامج في التمريض، وبرنامج دراسات الكبار للكبار العاملين للحصول على درجة بكالوريوس العلوم أو بكالوريوس الآداب. تقدم المدرسة أيضًا العديد من درجات ما قبل الاحتراف ، ومن بين هذه الدرجات العلمية خطة أكسفورد؛  يتأهل المشاركون الناجحون للقبول المفضل في كلية القانون والمشاركين الحاصلين على درجة LSAT 155 أو أعلى ومعدل تراكمي 3.5 أو أعلى مضمون للقبول في كلية الحقوق. في عام 2009 أطلقت جامعة أوكلاهوما سيتي برامج الدكتوراه الأولى في تاريخ الجامعة.  تقدم OCU دكتوراه في ممارسة التمريض ودكتوراه. في التمريض من خلال مدرسة كرامر للتمريض. 
كما توفر جامعة أوكلاهوما سيتي فرصًا لمزيد من التعليم مع مكونات تعلم الخدمة عبر المناهج الدراسية ؛ برنامج مع مرتبة الشرف بالجامعة؛ OCULEADS ، برنامج المنح الدراسية وتطوير القيادة للطلاب الجدد؛ شراكة مع برنامج إثراء القيادة للعلماء في أوكلاهوما (OSLEP)، وهو برنامج متعدد التخصصات بين الكليات؛ مركز للدراسات الشخصية من خلال السينما والأدب؛ والعديد من برامج الدراسة في الخارج.

## الأساتذة
أكثر من 78 بالمائة من أعضاء هيئة التدريس بجامعة أوكلاهوما سيتي يحملون درجات علمية في مجالاتهم. يتم تدريس جميع الفصول من قبل أساتذة وليس مساعدين متخرجين. نسبة الطلاب إلى أعضاء هيئة التدريس هي 13: 1 ومتوسط حجم الفصل هو 16 للطلاب الجدد و 12 للطلاب الكبار.  كان من بين أعضاء هيئة التدريس البارزين تشارلز («تشاك») دبليو موني جونيور، الذي أصبح لاحقًا أستاذ القانون في تشارلز أ. هايمبولد، والعميد المؤقت في كلية الحقوق بجامعة بنسلفانيا، ومن بينهم الآن: جو روان، كرسي رقص؛ فلورنس بيردويل، أستاذة الصوت الفخري؛ والملحن الدكتور إدوارد نايت.

## الألعاب الرياضية

الشعار الرسمي لألعاب القوى جامعة أوكلاهوما سيتي

تعد فرق أوكلاهوما سيتي  جزءًا من الرابطة الوطنية لألعاب الرياضة بين الكليات (NAIA)، وتتنافس بشكل أساسي في المؤتمر الرياضي العاجل (SAC). تشمل الرياضات الرجالية البيسبول وكرة السلة وعبر الضاحية والجولف والتجديف وكرة القدم والمسار والميدان والمصارعة. بينما تشمل الرياضات النسائية كرة السلة، وعبر الضاحية، والجولف، والتجديف، وكرة القدم، والكرة اللينة، والمسار والميدان، والكرة الطائرة، والمصارعة. يُطلق على فرق الرجال والنساء على حدٍ سواء بالنجوم، المعروفين سابقًا بالميثوديين قبل عام    وذا شيفس من عام 1944 حتى عام 1999. تحت مكدانيل، تضاعف عدد الفرق الرياضية إلى 22. يمثل جامعة أوكلاهوما سيتي من قبل «ستارسكي» رام ؛ «ستارسكي» مستوحى من التقاليد السماوية المحيطة بإنشاء جامعة أوكلاهوما سيتي. فازت فرق جامعة أوكلاهوما سيتي بـ 57 بطولة وطنية منذ عام 1988، وتكررت مؤخرًا كأبطال 2014 الرابطة الوطنية لألعاب الرياضة بين الكليات رجال عبر الضاحية. يصادف هذا العام 20 على التوالي التي فازت فيها جامعة أوكلاهوما سيتي ببطولة وطنية. والجامعة عضوًا في الرابطة الوطنية لألعاب الرياضة بين الكليات حتى 1984-1985، فازت جامعة أوكلاهوما سيتي بطولة الرابطة الوطنية لألعاب الرياضة بين الكليات للفرقة الأولى لكرة السلة للرجال 11 مرة وبطولة الدعوة الوطنية مرتين كمستقل، مما يجعل جامعة أوكلاهوما سيتي أنجح برنامج لكرة السلة لم يعد ينافس على مستوى القسم الأول. في 1984-1985 فازت جامعة أوكلاهوما سيتي ببطولة البيسبول في
```
مؤتمر مدينة الغرب الأوسط وقدمت بطولة الرابطة الوطنية لألعاب القوى بين الكلياتالرابطة الوطنية لألعاب القوى بين الكليات">الرابطة الوطنية لألعاب الرياضة بين الكليات المستوى الاول للبيسبول قبل الانتقال إلى الرابطة الوطنية لألعاب الرياضة بين الكليات في العام التالي. تمتد تقاليدها في كرة السلة إلى أيام المجد للمدربين الأسطوريين آبي ليمون، وبول هانسن، ودويل باراك. تم تصنيف جامعة أوكلاهوما سيتي في المراكز العشرة الأولى في تصنيفات كأس مدير NACDA باستمرار منذ عام 1997، بما في ذلك أعلى نتيجة في 2001–02.
[
27
]
 في عام 2012،أصبح كيفن باتريك هاردي (فئة 2013) أول بطل وطني في جامعة أوكلاهوما سيتي في المصارعة، وحصل على اللقب الوطني مقابل 165 جنيهًا إسترلينيًا.
```

## الحياة الطلابية
تشمل فرص الإثراء الثقافي والترفيه في الحرم الجامعي جامعة أوكلاهوما سيتي الحفلات الموسيقية وعروض المسرحية والأوبرا والأفلام والأحداث الرياضية والندوات من قبل المتحدثين المشهورين عالميًا وقادة الأعمال. من المتحدثين الضيوف في جامعة أوكلاهوما سيتي رئيس الأساقفة ديزموند توتو، الحائز على جائزة نوبل إيلي ويزل، المؤلف كورت فونيغوت، الكاتب المسرحي إدوارد ألبي، الباحثة جين جودال، الحاخام هارولد كوشنر، الأخت هيلين بريجين، المعلم والمؤلف جوناثان كوزول، الحائز على جائزة نوبل تيد كوسر وبيلي كولينز، محامي الحقوق المدنية موريس ديس، الصحفيون هيلين توماس وجورج ويل، قاضية المحكمة العليا الأمريكية ساندرا داي أوكونور، الناشط البيئي روبرت إف كينيدي جونيور، والسياسة كارين هيوز.
يوفر برنامج العافية وبرنامج المغامرات في الهواء الطلق العديد من الفرص لأنشطة الطلاب مثل البيلاتس واليوجا ودروس الأيروبكس التقليدية والدفاع عن النفس، بالإضافة إلى المشي لمسافات طويلة وركوب الدراجات والتخييم وركوب الخيل والإبحار. يتم توفير مركز الموارد وتسجيل الخروج من العتاد في الحرم الجامعي. جماعية الرياضة هي نشاط شعبي، مع أكثر من 35 رياضة مختلفة متوفرة في الدوري واللعب في البطولة وكلا الفريقين المختلطة وغير المختلطة. يمكن للطلاب الوصول إلى مرفق تمارين بالحجم الكامل، وهو مركز Aduddell، الواقع بجوار قاعة المئوية.
يضيف العدد الكبير من الطلاب الدوليين بالجامعة إلى ثقافة التنوع. يحتفظ مكتب الشؤون متعددة الثقافات بمنظمات مثل رابطة الطلاب السود، وجمعية الطلاب من أصل إسباني، وجمعية الأمريكيين الأصليين، ورابطة الطلاب الأمريكيين الآسيويين. يحتفظ المكتب أيضًا بجمعيات الطلاب الأجانب مثل اتحاد الطلاب الهنود، ورابطة الطلاب الكوريين، ورابطة الطلاب الصينيين.
يتم تمثيل الهيئة الطلابية من قبل جمعية الحكومة الطلابية (مجلس شيوخ الطلاب سابقًا). تتكون  جمعية الحكومة الطلابية  من الفرع التنفيذي، والذي يضم الرئيس وموظفيه ويدير جمعية الحكومة الطلابية؛ مجلس الشيوخ، الذي يخصص الأموال للمنظمات الطلابية وينظر في التشريعات؛ لجنة الأنشطة الطلابية، التي تشرف على العودة للوطن والمناسبات الخاصة ؛ الفرع القضائي الذي يتعامل مع المسائل التأديبية للطلاب. تجري انتخابات جمعية الحكومة الطلابية في أبريل مع انتخابات خاصة للطالب الجديد في الخريف.
تضم جامعة أوكلاهوما سيتي ما يقرب من 60 منظمة طلابية نشطة. وتتراوح اهتمامات هذه المنظمات من العرقية إلى السياسية، والدينية إلى الاهتمامات الخاصة. غالبًا ما يكون للمنظمات مساحة مكتبية داخل مكتب رابطة الطلاب الحكوميين في الاتحاد. القائمة أدناه ليست سوى مجموعة مختارة من منظمات الحرم الجامعي.
يقدم معهد الأفلام بجامعة أوكلاهوما سيتي الفرصة للحرم الجامعي ومجتمع مدينة أوكلاهوما لمشاهدة ثمانية إلى عشرة أفلام دولية كلاسيكية كل عام. المواد المكتوبة حول الموضوع والأفلام متاحة في كل عرض ويتبع العروض مناقشة للفيلم. يتم تقديم سلسلة الأفلام كل عام منذ عام 1982.

### التقاليد
تحتفظ جامعة أوكلاهوما سيتي بالعديد من التقاليد، أكبرها هو العودة للوطن في الخريف. يشمل احتفال العودة للوطن، وهو احتفال يستمر لمدة أسبوع، فعاليات خيرية وحفلات موسيقية وعوامات وأحداث رياضية.

### الصحف والمجلات ووسائل الإعلام الأخرى
الحرم الجامعي هو الصحيفة الطلابية الرسمية لجامعة أوكلاهوما سيتي. يتم تحديثه في موقع MediaOCU.com. لقد خدم الطلاب منذ عام 1907، وفاز بالعديد من الجوائز الحكومية والوطنية. تم إنتاجه من قبل منشورات الطلاب، وهي جزء من قسم الاتصال الجماهيري بالمدرسة.
The Scarab هو مختارات طلابية من الكتابة والفن ، بما في ذلك الأدب الخيالي والشعر والتصوير الفوتوغرافي ، وقد نشره فرع جامعة أوكلاهوما سيتي من جمعية الشرف الدولية الإنجليزية سيجما تاو دلتا  والحائز على جائزة المجتمع 2003-2004 لمجلة الفنون الأدبية. السنة.
يمكن لجميع الطلاب أيضًا تقديم بحث إلى مجلة الأبحاث الجامعية.

### الحياة اليونانية
الجامعة هي موطن لثلاث أخويات وأربع جمعيات نسائية بما في ذلك الفا تشي اوميجا والفا اوميغا والفا فاي بيتا وفاي مو نادي نسائي؛ كابا سيجما، أخوية لامدا تشي ألفا، فاي جاما دلتا. تعد جامعة أوكلاهوما سيتي أيضًا موطنًا للعديد من المنظمات اليونانية غير التقليدية الأخرى مثل منظمتي المجلس الوطني للموسيقى بين الأخوة، وهما سيجما الفا ايوتا و فاي مو الفا سنفونيا؛ أخوية مسيحية محلية واحدة، دلتا ألفا تشي؛ وكابا فاي، وهي منظمة نسائية مسيحية وطنية. يوجد في جامعة أوكلاهوما سيتي أيضًا العديد من فصول الأخويات المهنية والأكاديمية الشرفية مثل دلتا فاي الفا، وهي جمعية أخوية قانونية مهنية؛ سيجما تاو دلتا، جمعية الشرف الإنجليزية الدولية؛ والفصل الأصلي من بيتا بيتا بيتا، جمعية الشرف البيولوجية الوطنية.

## خريج متميز

### الفنون والترفيه والخطابات
- لاعب كرة السلة في كلية إريك مانويل ، بطل NAIA الوطني مرتين (1990-1991 و 1991-1992)
- سارة كوبرين '94 - السوبرانو الأوبرالية لأوبرا متروبوليتان في مدينة نيويورك
- كريستين تشينويث 90 - جائزة توني وجائزة إيمي الممثلة الحائزة على جائزة ، اشتهرت بأدوارها في فيلم Wicked ، النمر الوردي (فيلم 2006) وأنت رجل طيب ، تشارلي براون
- ستيفن ديكسون 73 - الباريتون التشغيلي لأوبرا متروبوليتان وأوبرا مدينة نيويورك وأوبرا سان فرانسيسكو وشركات أوبرا أخرى
- كريس هاريسون '93 BA Mass Comm - شخصية تلفزيونية ، مضيف البكالوريوس
- رنا الحسيني 90 بكالوريوس ، 93 صحفية وناشطة في مجال حقوق الإنسان حائز على جائزة MLA
- جين جايرو 68 - ملكة جمال أمريكا عام 1967
- ويليام جونز عام 61، مغني الأوبرا [37]
- ماركيتا ليستر '85 - السوبرانو الأوبرالي لأوبرا هيوستن الكبرى
- ستايسي لوجان '85 - ممثلة برودواي الأكثر شهرة لدورها في الجميلة والوحش
- وليام هارجو لون فايت '91 - مؤلف أمريكي أصلي مشهور وخبير في تنشيط اللغات والتقاليد الثقافية الأمريكية الأصلية
- كريس ميريت '74 - فيلم أوبرا رشح لجائزة جرامي
- ليونا ميتشل '70 - سوبرانو أوبرا لأوبرا متروبوليتان في مدينة نيويورك وقاعة مشاهير الموسيقى
- أبريل نيلسون 2014 - ملكة جمال لويزيانا 2015 - الوصيفة الثالثة لملكة جمال أمريكا
- كاثي أودونيل '45 - الممثلة الأكثر شهرة بأدوارها في هم يعيشون ليلاً، والرجل من لارامي، وقصة المباحث
- كيلي أوهارا ست مرات - '98 جائزة توني رشح الممثلة، الحائزة على جائزة توني عن دورها في الملك
- سوزان باول 1984 ملكة جمال أمريكا عام 1981
- شونتيل سميث  ملكة جمال أمريكا عام 1996
- دبليو ستيفن سميث، 81 MPA - مدرس صوت ومؤلف، أستاذ الصوت والأوبرا بجامعة نورث وسترن
- جيرالد ستيتشن  '86 - قائد أوبرا مدينة نيويورك للقطط و شبح الاوبرا
- Lara Teeter '76 - جائزة توني - ممثل مخرج مسرحي، أستاذ
- ماسون وليامز '58 - حاصل على جائزة جرامي وإيمي مؤلف وكاتب موسيقي؛ مبتكر «الغاز الكلاسيكي»

### الأعمال والأكاديميين
- كريج غروشيل  '91 - مؤسس وكبير راعي الحياة. كنيسة

### الجيش
- إدموند هارجو - أمة سيمينول في أوكلاهوما الناطق بالشفرة خلال الحرب العالمية الثانية، 2013 حاصل على الميدالية الذهبية للكونغرس [38]
- ديفيد ل. جولدفين - رئيس أركان القوات الجوية الحادي والعشرين

### الرياضة
- جون بارفيلد - المدير السابق لفريق تكساس رينجرز
- سوزي بيرنينج - لاعبة غولف محترفة في جولة LPGA مع 4 انتصارات رئيسية و 12 فوزًا إجماليًا
- جوزيف بيسينيوس '04 - إبريق MLB لفيلادلفيا فيليز
- دينو ديليفسكي - لاعب كرة قدم محترف سابق لفريق كانساس سيتي كوميتس
- غاري جراي - حارس سابق في الدوري الاميركي للمحترفين لفريق سينسيناتي رويالز
- غاري هيل - حارس سابق في الدوري الاميركي للمحترفين لفريق سان فرانسيسكو ووريورز
- كورتيس هايوود - لاعب كرة السلة في الدوري الاميركي للمحترفين لفريق تورونتو رابتورز
- باد كوبر '64 - لاعب كرة السلة الأمريكي السابق ولاعب كرة السلة الأمريكي
- آبي ليمون 49 - مدرب كرة السلة السابق لجامعة أوكلاهوما سيتي وجامعة تكساس في أوستن، حصد 599 فوزًا و 13 عطاءًا لدورة NCAA
- ألين ليفيل 79 - حارس سابق في الدوري الاميركي للمحترفين لهيوستن روكتس
- تايو رافيليو '94 - أولمبية كرة سلة سيدات لنيجيريا
- Hub Reed '58 - مركز NBA السابق لفريق لوس أنجلوس ليكرز وديترويت بيستونز
- فريدي سانشيز - لاعب MLB لفريق سان فرانسيسكو جاينتس وبطل الدوري الوطني لعام 2006
- رالف شيلينج '41 - لاعب سابق في اتحاد كرة القدم الأميركي لفريق واشنطن ريد سكينز
- كريس شرودر '01 - إبريق MLB لفلوريدا مارلينز
- ارنولد شووت '54 - لاعب كرة السلة فليبس 66
- ديف سيمونز - لاعب كرة سلة سابق في NBL ، والد لاعب NBA بن سيمونز
- تشاس سكيلي - مصارع NAIA All-American ؛ فنان قتالي مختلط محترف ، وزن الريشة الحالي في بطولة [39]
- ديك ستون '34 - إبريق MLB السابق لأعضاء مجلس الشيوخ بواشنطن
- هاري فاينز '61 - المدير السابق لكرة السلة الأمريكية
- باز وليامز '94 - مدرب كرة السلة للرجال في Texas A&amp;M

### السياسة والقانون
- هانا أتكينز '86 - وزيرة خارجية أوكلاهوما 1987-1991
- ديبورا بارنز 83 - قاضية، محكمة الاستئناف المدنية في أوكلاهوما 2008 حتى الآن
- Michael D. Brown '81 - المدير الأول ومدير الوكالة الفيدرالية لإدارة الطوارئ (FEMA) 2003-2005
- Jeff Cloud '91 - مفوض هيئة مؤسسة أوكلاهوما
- براندون كريتون دينار أردني - عضو مجلس شيوخ تكساس 2014 حتى الآن
- ميكي إدواردز 69 - خدم ثماني فترات في مجلس النواب الأمريكي، ومؤلف، ومعلق سياسي، وأستاذ جامعي
- إينوك كيلي هاني '64 - الرئيس الرئيسي لأمة سيمينول في أوكلاهوما
- كارول هانسن 1974 - قاضية بمحكمة الاستئناف المدنية في أوكلاهوما 1985 حتى الآن
- إليزابيث أ. هايدن 1980 - قاضية محلية في مقاطعة ستيرنز، مينيسوتا 1986 حتى الآن
- ديفيد هولت (سياسي) '09 - عمدة مدينة أوكلاهوما سيتي 2018 حتى الآن
- إرنست إستوك '76 - خدم سبع فترات في مجلس النواب الأمريكي، 2006 مرشح حاكم أوكلاهوما الجمهوري
- إيفون كوجر '69 - قاضية، محكمة أوكلاهوما العليا
- ستيفن تي كويكندال  '68 - عضو في كونغرس الولايات المتحدة يمثل منطقة الكونجرس السادسة والثلاثين في كاليفورنيا 1999-2001
- تود لامب '05 - نائب حاكم أوكلاهوما 2011-2019، زعيم الأغلبية في مجلس شيوخ ولاية أوكلاهوما 2004-2011
- كيث لفتويتش - عضو مجلس شيوخ ولاية أوكلاهوما 1982-1989
- ريتشارد ليربلانس 79 - عضو مجلس الشيوخ عن المنطقة 7 من مجلس شيوخ ولاية أوكلاهوما
- تيم مور 95 - رئيس مجلس النواب، الجمعية العامة لولاية نورث كارولينا 2015 - حتى الآن
- جونستون موراي '46 - حاكم ولاية أوكلاهوما 1951-1955
- كينيث نانس - محامٍ، وجماعة ضغط، وعضو في مجلس النواب في أوكلاهوما
- ماريان ب. أوبالا '53 - قاضية، محكمة أوكلاهوما العليا 1978-2010
- ليون سي فيليبس '16 - 11 حاكم أوكلاهوما [40]
- جيم روث 94 - عميد، كلية الحقوق بجامعة أوكلاهوما ، 2018 حتى الآن، مفوض مؤسسة أوكلاهوما 2007-2009
- جيمس ر. وينشستر '77 - رئيس المحكمة العليا في أوكلاهوما 2007-2009

### فهرس
- Meredith، Howard L. (19 ديسمبر 1978). [[[:قالب:NRHP url]] "NRHP Nomination: Oklahoma City University"]. National Register of Historic Places. National Park Service. {{استشهاد بدورية محكمة}}: تحقق من قيمة |مسار= (مساعدة)

## روابط خارجية
- الموقع الرسمي
- موقع ويب OKCU لألعاب القوى